# 1967年欧洲优胜者杯决赛
1967年欧洲优胜者杯决赛是由德国球队拜仁慕尼黑和苏格兰球队流浪者之间参与竞争的足球比赛。比赛于1967年5月31日在德国纽伦堡市政体育场的69480名观众面前举行。这是1966–67年歐洲盃賽冠軍盃的最后一场比赛以及欧洲优胜者杯历来的第七次决赛。这项赛事是由欧洲足联当时主办的三大俱乐部赛事之一。两支球队在来到决赛之前需要通过四轮淘汰赛的角逐。
决赛于90分钟内战成0比0平手。流浪者于比赛常规时间内曾有一个入球被判无效。在加时赛中，拜仁由弗朗茨·罗特射入一球，并将1比0的比分保持至完场。这是拜仁获得的首个欧洲赛事奖杯。

## 决赛之路
| 拜仁慕尼黑   | 拜仁慕尼黑 | 拜仁慕尼黑 | 拜仁慕尼黑        |              | 流浪者         | 流浪者    | 流浪者    | 流浪者            |
| ------------ | ---------- | ---------- | ----------------- | ------------ | -------------- | --------- | --------- | ----------------- |
| 对手         | 总比分     | 首回合     | 次回合            |              | 对手           | 总比分    | 首回合    | 次回合            |
| 普雷绍夫     | 4–3        | 1–1（客）  | 3–2（主）         | 第一圈       | 格伦杜兰       | 5–1       | 1–1（客） | 4–0（主）         |
| 沙姆洛克流浪 | 4–3        | 1–1（客）  | 3–2（主）         | 第二圈       | 多特蒙德       | 2–1       | 2–1（主） | 0–0（客）         |
| 维也纳快速   | 2–1        | 0–1（客）  | 2–0（加时）（主） | 四分之一决赛 | 皇家萨拉戈萨   | 2–2（掷） | 2–0（主） | 0–2（加时）（客） |
| 标准列日     | 5–1        | 2–0（主）  | 3–1（客）         | 半决赛       | 索菲亚斯拉维亚 | 2–0       | 1–0（客） | 1–0（主）         |

### 流浪者
流浪者以总比分5比1击败格伦杜兰开启了他们的欧洲优胜者杯征程，并在随后的第二圈中又以2比1的总比分淘汰卫冕冠军多特蒙德。在四分之一决赛中，由于流浪者和来自西班牙的皇家萨拉戈萨在经过两回合及加时赛后仍以总比分2比2战平，欧洲足联唯有通过掷硬币的方式判定流浪者晋级。而当半决赛以2比0的总比分战胜索菲亚斯拉维亚后，流浪者历史当第二次进军欧战决赛。

### 拜仁慕尼黑
拜仁慕尼黑在第一圈和第二圈都以4比3的相同总比分分别击败普雷绍夫和沙姆洛克流浪。随后的四分之一决赛，他们通过加时赛以2比1的总比分艰难淘汰维也纳快速，并在半决赛以总比分5比1轻取标准列日，从而进入在德国本土举行的决赛。

## 比赛

### 背景
这是拜仁慕尼黑首次参与欧战决赛的竞争，而比赛场地恰好定于德国的纽伦堡。虽然有数千名苏格兰球迷会前往比赛，但拜仁仍具备主场作战的优势。当时的拜仁慕尼黑阵中包含了可能是历史上最优秀的一些德国球员，例如塞普·迈尔、弗朗茨·贝肯鲍尔和盖德·穆勒等。
流浪者曾在1961年成为首支参加欧战决赛的英国俱乐部。在1967年欧洲优胜者杯决赛的六天前，流浪者的竞争对手凯尔特人刚刚在里斯本赢得了欧洲冠军杯，这是首次由同一座城市的两支球队同时参与欧洲两项主要赛事决赛的竞争。这一成就给流浪者造成了额外的压力。流浪者前锋亚历克斯·威洛比被排除出球队阵容，因为主教练更青睐于使用后卫罗杰·海因德——这是考虑到他在二队的得分能力而被提拔至一线队。威洛比在此前的几个月曾一直是流浪者高产的射手。但流浪者的主席约翰·劳伦斯（John Lawrence）并没有把这条锋线视为“临时拼凑”（它包括三位中场球员）。

### 概要
两支球队都在防守中布下重兵。流浪者控制了上半场，而拜仁在下半场的表现更强大。传统上是中后卫的罗杰·海因德在此役是作为流浪者的前锋登场，并在90分钟内射入一个被判无效的进球。海因德还错过了由戴夫·史密斯创造的一次绝佳破门良机。经过90分钟的互交白卷，比赛进入加时赛。当弗朗茨·罗特利用流浪者防线的犹豫而挑球越过诺里·马丁后，拜仁取得了全场唯一的入球。

### 比赛细节
| 1967年5月31日 19:30 CEST |

| 拜仁慕尼黑 | 1–0 （加時賽） | 流浪者 |
| ---------- | -------------- | ------ |
| 罗特 109'  | 报告 报告2     |        |

| 纽伦堡市政体育场 觀眾人數：69,480 ：孔切托·罗贝洛（意大利） |

| 拜仁慕尼黑 | 流浪者 |

|                     |    |                     |  |
|                     |    |                     |  |
| GK                  | 1  | 塞普·迈尔           |  |
| CB                  | 2  | 彼得·库普费尔施密特 |  |
| LB                  | 3  | 维尔纳·奥尔克       |  |
| MF                  | 4  | 弗朗茨·罗特         |  |
| CB                  | 5  | 弗朗茨·贝肯鲍尔     |  |
| RB                  | 6  | 汉斯·诺瓦克         |  |
| RW                  | 7  | 鲁道夫·纳夫齐格     |  |
| CF                  | 8  | 莱纳·奥尔豪泽       |  |
| CF                  | 9  | 盖德·穆勒           |  |
| MF                  | 10 | 迪特·科尔曼         |  |
| LW                  | 11 | 迪特·布伦宁格       |  |
| 主教练              |    |                     |  |
| 兹拉特科·柴可夫斯基 |    |                     |  |

|             |    |                 |  |
|             |    |                 |  |
| GK          | 1  | 诺里·马丁       |  |
| RB          | 2  | 凯·约翰森       |  |
| LB          | 3  | 大卫·普罗文     |  |
| CB          | 4  | 桑迪·贾丁       |  |
| CB          | 5  | 罗尼·麦金农     |  |
| CM          | 6  | 约翰·格雷格     |  |
| RM          | 7  | 威利·亨德森     |  |
| CM          | 8  | 戴夫·史密斯     |  |
| FW          | 9  | 罗杰·海因德     |  |
| FW          | 10 | 亚历克斯·史密斯 |  |
| LM          | 11 | 威利·约翰斯通   |  |
| 主教练：    |    |                 |  |
| 斯科特·西蒙 |    |                 |  |